# Clémence de Grandval

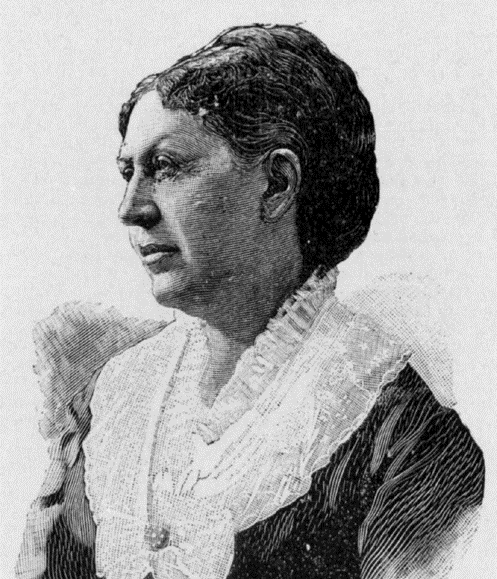
Clémence de Grandval

Marie Félicie Clémence de Reiset (21 de enero de 1828 – 15 de enero de 1907), conocida como Clémence de Grandval, Vizcondesa de Grandval y Marie Grandval, fue una compositora francesa de la época romántica. Fue una  compositora de talla durante su vida, aunque menos recordada posteriormente. Muchas de sus obras fueron publicadas bajo seudónimos.

## Biografía
Marie Félicie Clémence de Reiset era la menor de cuatro hermanos, nacida en 1828 en una familia acomodada en el Chateau de la Cour du Bois en Saint-Rémy-des-Monts. Su padre era Oficial de la Legión de Honor y un talentoso pianista, mientras que su madre escribía y publicaba cuentos. Sus padres acogieron a muchos compositores y artistas, entre ellos Jean-Baptiste-Philémon de Cuvillon, Auguste Franchomme, Louis-Nicolas Cary y Paul Scudo.
Desde muy joven recibió lecciones de composición del amigo de la familia y compositor Friedrich von Flotow, y más tarde estudió con Frédéric Chopin. Como su familia era acomodada, pudo trabajar como compositora sin preocupaciones económicas. Se casó con el vizconde de Grandval y tuvieron dos hijas, Isabelle y Thérèse. Posteriormente estudió durante dos años con Camille Saint-Saëns (él le dedicó su Oratorio de Noël), y continuó trabajando como compositora después de su matrimonio. Sin embargo, su posición social la llevó a publicar varias de sus obras bajo seudónimos. Entre estos se encontraban Caroline Blangy, Clémence Valgrand, Maria Felicita de Reiset y Maria Reiset de Tesier.
Grandval recibió el Premio Rossini inaugural, que ganó en 1881 con su libretista Paul Collin.Sus primeras obras fueron sacras y representadas en iglesias, pero luego escribió varias óperas, canciones populares y obras instrumentales, incluidas muchas piezas para oboe. Lamentablemente, las partituras orquestales de algunas de sus piezas se han perdido.
Durante la década de 1870, Grandval desempeñó un papel importante en la Société Nationale de Musique y fue la compositora más interpretada en esta sociedad. También donó mucho dinero a la organización. Durante la segunda parte del siglo XIX, fue una compositora muy popular que fue admirada por muchos críticos. Murió en París en 1907. 

## Composiciones notables
A diferencia de muchos de sus contemporáneos, Grandval escribió muchas piezas para oboe y escribió varias óperas. Las obras seleccionadas incluyen:

### Ópera
- Le sou de Lise (1859)
- Les fiancés de Rosa (1863)
- Piccolino (1869)
- Atala (hacia 1888)
- Mazeppa (1892)

### Coral
- Misa (1867)
- Stabat mater (1870), cantata
- Sainte-Agnès (1876), oratorio
- La fille de Jaïre (1881), oratorio

### Concertante
- Concierto para oboe en re menor, op. 7

### Cámara
- 2 piezas para clarinete y piano (1885)
- 4 piezas para corno inglés y piano
- Dos piezas, ob, vc, pf, 1884; publicado por June Emerson

### Canciones
- "¡Noël!" (1901)

## Premios
- 1880: Concurso Rossini, por su oratorio La fille de Jaïre.
- 1890: Premio Cartier, Conservatorio de París, por su música de cámara.[3]